# Verrucaria subtholocarpa
Verrucaria subtholocarpa är en lavart som beskrevs av P. M. McCarthy & Kantvilas. Verrucaria subtholocarpa ingår i släktet Verrucaria och familjen Verrucariaceae.   Inga underarter finns listade i Catalogue of Life.